# Tetracona amathealis
Tetracona amathealis is een vlinder uit de familie van de grasmotten (Crambidae). De wetenschappelijke naam van de soort is voor het eerst gepubliceerd in 1859 door Francis Walker.
De spanwijdte bedraagt ongeveer 2 centimeter.

## Verspreiding
De soort komt voor in Australië en Nieuw-Guinea.

## Waardplanten
De rups leeft op Eucalyptus tereticornis (Myrtaceae).